# Nettilling Lake

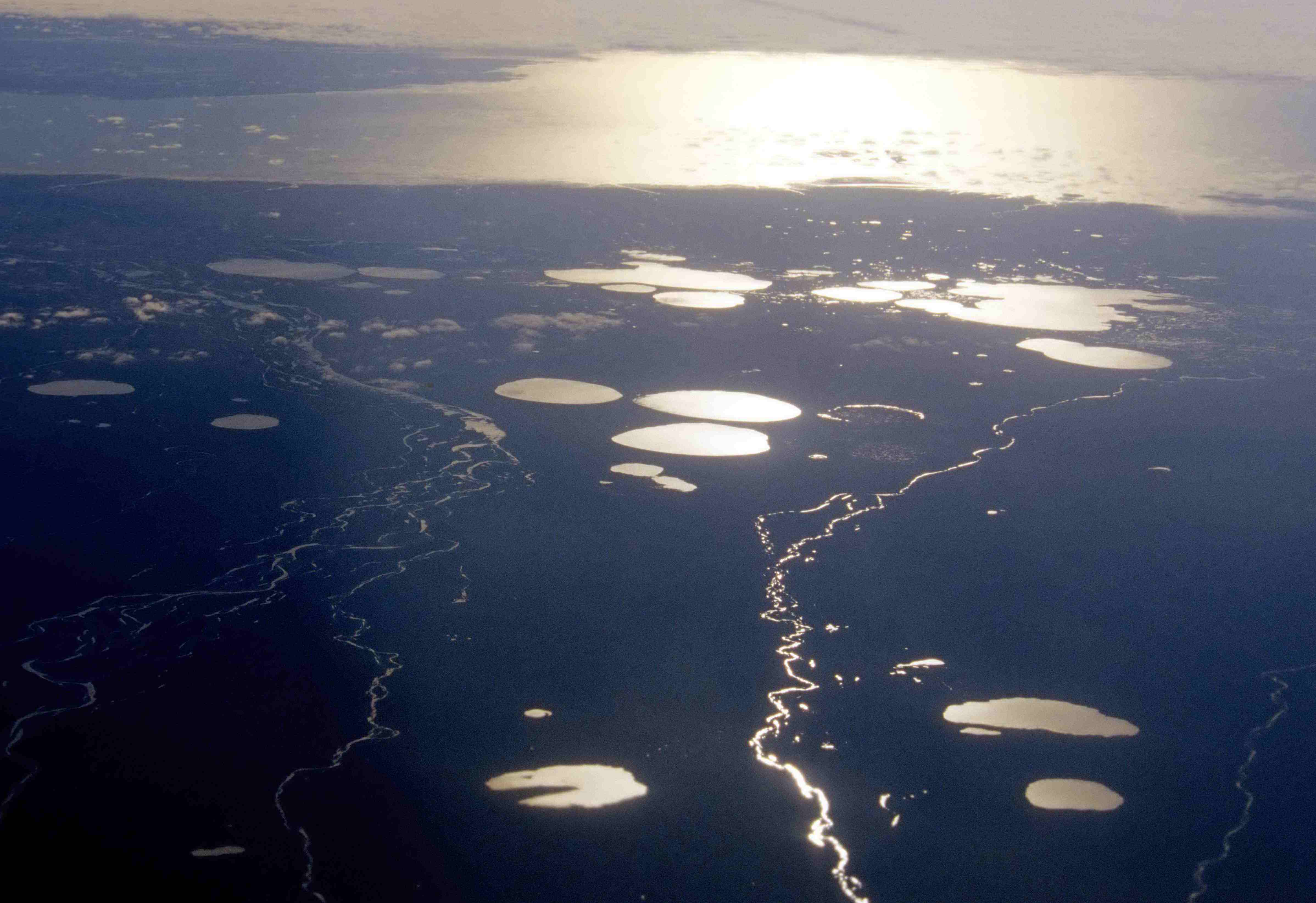
Slätten Great Plain of the Koukdjuak och Nettilling Lake, 2002.

Nettilling Lake är en sjö belägen på den sydcentrala delen av Baffinön i Nunavut i Kanada. Den har en area på 5 542 km2, och är därmed världens största sjö på en ö. Det är dessutom den största sjön i Nunavut och den elfte största i Kanada. Den ligger 30 meter över havet och är maximalt 123 kilometer lång. Den östra delen av sjön är fylld av öar, den andra delen är dock djupare och utan öar. Den avvattnas genom Foxinbäckenet från dess västra kant genom den grunda Koukdjuakfloden. Den vattenfylls från Amadjuak Lake och flera andra mindre strömmar och sjöar. Sjön är istäckt huvuddelen av året. Ringsälar lever i sjön. Man har endast hittat tre arter av fisk i sjön, fjällröding samt två arter av spiggar. Området runt sjön är viktigt för Barren-ground renen.  Dess södra ände utforskades 1883 av Franz Boas. 